# Denis Murphy
Denis Murphy, född 2 november 1948 i Ashington, är en brittisk Labourpolitiker. Han var parlamentsledamot för Wansbeck från valet 1997 till 2010. Han satt tidigare i kommunfullmäktige. Han har i allmänhet röstat lojalt gentemot partiledningen, med undantag för frågor som rör reformering av parlamentet (som han är för), samt en del omröstningar angående Irakkriget.